# یواس‌اس وندگریفت (اف‌اف‌جی-۴۸)
یواس‌اس وندگریفت (اف‌اف‌جی-۴۸) (به انگلیسی: USS Vandegrift (FFG-48)) یک کشتی است که طول آن ۴۵۳ فوت (۱۳۸ متر), در کل می‌باشد. این کشتی در سال ۱۹۸۲ ساخته شد.